# Sclerisis pulchella
Sclerisis pulchella is een zachte koraalsoort uit de familie Isididae. De koraalsoort komt uit het geslacht Sclerisis. Sclerisis pulchella werd in 1879 voor het eerst wetenschappelijk beschreven door Studer. 